# Richard Tyson
Richard Martin Tyson (Mobile, 13 febbraio 1961) è un attore e blogger statunitense.

## Biografia
Il suo maggior ruolo è quello del cattivo Cullen Crisp, nel film con Arnold Schwarzenegger, Un poliziotto alle elementari. Inoltre recitò nel ruolo di un bullo nella commedia del 1987 L'ora della rivincita. Richard recitò anche nei film dei fratelli Farrelly, Kingpin, Io, me & Irene, Tutti pazzi per Mary e Black Hawk Down.Il 19 giugno 2019 Richard Tyson è stato arrestato a Mobile in Alabama per sospetta intossicazione pubblica e molestie. Appena due settimane dopo venne arrestato nuovamente, stavolta per furto con scasso.

## Filmografia
- L'ora della rivincita (Three O'Clock High), regia di Phil Joanou (1987)
- Congiunzione di due lune (Two Moon Junction), regia di Zalman King (1988)
- Un poliziotto alle elementari (Kindergarten Cop), regia di Ivan Reitman (1990)
- The Babe - La leggenda (The Babe), regia di Arthur Hiller (1992)
- Lakota Moon (1992)
- Dark Tide, regia di John Stockwell (1993)
- Pharoah's Army (1995)
- The Glass Cage (1996)
- Kingpin, regia di Bobby Farrelly, Peter Farrelly (1996)
- Sfida contro il tempo (Time Under Fire), regia di Scott Levy (1996)
- Buddy Faro (1998)
- Segreto militare (The Pandora Project), regia di John Terlesky, Jim Wynorski (1998)
- Tutti pazzi per Mary (There's Something About Mary), regia di Bobby Farrelly, Peter Farrelly (1998)
- Tuono nel deserto (Desert Thunder), regia di Jim Wynorski (1998)
- Implicated (1998)
- Io, me & Irene (Me, Myself and Irene), regia di Peter Farrelly, Bobby Farrelly (2000)
- Battaglia per la Terra, regia di Roger Christian (2000)
- Codice marziale (Martial Law), regia di Steve Cohen (2000)
- Operation Sandman (2000)
- Liar's Poker (2000)
- Black Hawk Down, regia di Ridley Scott (2001)
- Monsoon (2001)
- Firetrap (2001)
- Dying On The Edge (2001)
- Cottonmouth (2002)
- Psychic Murders (2002)
- Moscow Heat (2004)
- The Trail To Hope Rose (2004)
- Last Flight Out (2004)
- Crusader (2004)
- Lonesome Matador (2005)
- Yesterday's Dreams (2005)
- Gengis Khan (2005)
- Big Bad Wolf (2006)
- Sin-Jin Smyth (2006)
- When I Find The Ocean (2006)
- The Visitation (2006)
- Plane Dead (2007)
- Richard III (2008)
- Company M: A Mob of Soldiers (2012)
- Playing with dolls (2015)
- Reversal – La fuga è solo l'inizio (Bound to Vengeance), regia di José Manuel Cravioto (2015)
- The Sector, regia di Josh Ridgway (2016)
- Night Walk, regia di Aziz Tazi (2019)
- Niemand, regia di David Von Roehm (2021)
- You're All Gonna Die, regia di Dominic Ross (2023)

### Televisione
- Moonlighting - serie TV (1986)
- Disneyland - serie TV (1988)
- Hardball - serie TV (1989)
- China Beach - serie TV (1989)
- Red Shoe Diaries - serie TV (1992)
- Red Shoe Diaries 3: Another Woman's Lipstick - serie TV (1993)
- Sentinel (The Sentinel) - serie TV (1997)
- Boomtown - serie TV (2003)
- CSI: NY - serie TV (2006)
- Quando l'amore sboccia a Natale (Love's Christmas Journey), regia di David S. Cass Sr. (2011)

## Doppiatori italiani
Nelle versioni in italiano delle opere in cui ha recitato, Richard Tyson è stato doppiato da:
- Claudio Fattoretto in Un poliziotto alle elementari, CSI: NY
- Massimo De Ambrosis in Hardball, Reversal – La fuga è solo l'inizio
- Domenico Maugeri in Tutti pazzi per Mary
- Roberto Chevalier in Congiunzione di due lune
- Nino Prester in L'ora della rivincita
- Oreste Baldini in Sfida contro il tempo
- Massimo Corvo in The Closer